# American Airlines
American Airlines (AA) je jedan od glavnih američkih zračnih prijevoznika sa sjedištem u Fort Worthu, Texas. Sa svojom flotom od preko 600 zrakoplova pružaju usluge prijevoza putnika prema više od 270 destinacija u Sjevernoj Americi, Karibima, Južnoj Americi, Europi i Aziji. Kompanija ima pet središnjih gradova: Dallas, New York, Los Angeles, Miami, i Chicago, dok im je glavna baza za održavanje zrakoplova u Tulsi.
American Airlines je član udruženja Oneworld i zajednički obavlja usluge prijevoza na transatlanskom tržištu s British Airwaysom, Finnairom i Iberiom dok su im na transpacifičkom tržištu partneri Japan Airlines i Qantas Airways.
American Airlines je osnovan 1930. godine udruživanjem 82 mala zračna prijevoznika. Kroz svoju povijest tvrtka je pripojila sebi još nekoliko drugih prijevoznika: Trans Caribbean Airways (1971.), Air California (1987.), Trans World Airlines (1990.), Reno Air (1999.), Trans World Airlines (2001.).
Prijašnji vlasnik American Airlinesa, AMR Corporation, proglasio je bankrot u studenom 2011. i u veljači 2013. najavio spajanje s US Airways grupacijom, stvorivši tako jednog od najvećih zračnih prijevoznika u svijetu koji je nastavio poslovati pod imenom i brandom - "American Airlines".

## Flota
American Airlines posjeduje mješovitu flotu Boeing i Airbus zrakoplova. Osim zrakoplova koji su trenutno u floti (preko 600), kompanija ima i narudžbe za još 450 zrakoplova kojima će zamijeniti svoje starije zrakoplove MD-80, Boeing 757-200 i 767-200.
| Zrakoplov                  | U floti | Naručeno | Broj putnika | Broj putnika | Broj putnika | Broj putnika | Broj putnika | Bilješke                                                                                |
| Zrakoplov                  | U floti | Naručeno | F*           | J*           | W*           | Y*           | Ukupno       | Bilješke                                                                                |
| -------------------------- | ------- | -------- | ------------ | ------------ | ------------ | ------------ | ------------ | --------------------------------------------------------------------------------------- |
| Airbus A319                | 116     | 4        | 12           | —            | —            | 112          | 124          | Isporuke do siječnja 2015.                                                              |
| Airbus A319                | 116     | 4        | 8            | —            | 18           | 102          | 128          | Isporuke do siječnja 2015.                                                              |
| Airbus A320                | 63      | —        | 12           | —            | —            | 138          | 150          |                                                                                         |
| Airbus A321                | 137     | 93       | 16           | —            | —            | 171          | 187          | Zamjenjuju 757-200.                                                                     |
| Airbus A321                | 137     | 93       | 16           | —            | 33           | 132          | 181          | Zamjenjuju 757-200.                                                                     |
| Airbus A321                | 137     | 93       | 10           | 20           | 36           | 36           | 102          | Zamjenjuju 757-200.                                                                     |
| Airbus A321neo             | —       | 100      | TBA          | TBA          | TBA          | TBA          | TBA          | Zamjenjuju MD-80s. Isporuke od 2017.                                                    |
| Airbus A330-200            | 15      | —        | —            | 20           | —            | 238          | 258          |                                                                                         |
| Airbus A330-300            | 9       | —        | —            | 28           | —            | 263          | 291          |                                                                                         |
| Airbus A350-900            | —       | 22       | —            | 36           | —            | 294          | 330          | Isporuke od 2017.                                                                       |
| Boeing 737-800             | 243     | 63       | 16           | —            | 48           | 96           | 160          | Zamjenjuju MD-80.                                                                       |
| Boeing 737-800             | 243     | 63       | 16           | —            | 60           | 90           | 166          | Zamjenjuju MD-80.                                                                       |
| Boeing 737 MAX 8           | —       | 100      | TBA          | TBA          | TBA          | TBA          | TBA          | Isporuke od 2020.                                                                       |
| Boeing 757-200             | 99      | —        | 14           | —            | —            | 176          | 190          | Planirano povlačenje iz flote i zamjena s Airbus A321 do 2018.                          |
| Boeing 757-200             | 99      | —        | —            | 12           | —            | 164          | 176          | Planirano povlačenje iz flote i zamjena s Airbus A321 do 2018.                          |
| Boeing 757-200             | 99      | —        | 22           | —            | 52           | 108          | 182          | Planirano povlačenje iz flote i zamjena s Airbus A321 do 2018.                          |
| Boeing 757-200             | 99      | —        | 24           | —            | 52           | 108          | 184          | Planirano povlačenje iz flote i zamjena s Airbus A321 do 2018.                          |
| Boeing 757-200             | 99      | —        | —            | 16           | 52           | 108          | 176          | Planirano povlačenje iz flote i zamjena s Airbus A321 do 2018.                          |
| Boeing 767-200ER           | 5       | —        | —            | 18           | —            | 186          | 204          | Povlačenje iz flote do 2015.                                                            |
| Boeing 767-300ER           | 58      | —        | —            | 30           | —            | 195          | 225          |                                                                                         |
| Boeing 767-300ER           | 58      | —        | —            | 28           | 14           | 163          | 205          |                                                                                         |
| Boeing 777-200ER           | 47      | —        | 16           | 37           | —            | 194          | 247          |                                                                                         |
| Boeing 777-200ER           | 47      | —        | —            | 45           | 45           | 170          | 260          |                                                                                         |
| Boeing 777-300ER           | 15      | 6        | 8            | 52           | 30           | 220          | 310          |                                                                                         |
| Boeing 787-8               | —       | 16       | TBA          | TBA          | TBA          | TBA          | TBA          | To be delivered from 2014.                                                              |
| Boeing 787-9               | —       | 26       | TBA          | TBA          | TBA          | TBA          | TBA          | To be delivered from 2014.                                                              |
| McDonnell Douglas MD-82/83 | 143     | —        | 16           | —            | —            | 124          | 140          | Planirano povlačenje iz flote i zamjena s 737-800 i Airbus 321neo zrakoplovima do 2019. |
| McDonnell Douglas MD-82/83 | 143     | —        | 16           | —            | 30           | 94           | 124          | Planirano povlačenje iz flote i zamjena s 737-800 i Airbus 321neo zrakoplovima do 2019. |
| Embraer 190                | 20      | —        | 11           | —            | —            | 88           | 99           |                                                                                         |
| Ukupno                     | 973     | 466      |              |              |              |              |              |                                                                                         |

* F, J, W i Y su kodovi koji označavaju klasu sjedala u zrakoplovima, a određeni su od strane Međunarodne udruge za zračni prijevoz.

## Destinacije
American Airlines pruža usluge prijevoza putnika na četiri kontinenata te se po tome nalazi iza Delta Air Linesa i United Airlinesa koji lete na šest kontineneat. Središta u gradovima Dallasu i Miami im služe za letove prema Sjevernoj i Južnoj Americi dok Chicago koriste za letove prema europi i Aziji. New York (JFK) se primarno koristi za Europu i Ameriku dok se Los Angeles (LAX) koristi za letove prema Aziji. U SAD-u je American Airlines treći najveći zračni prijevoznik po broji međunarodnih destinacija iza United Airlinesa i Delta Air Linesa.
| Red. br. | Zračna luka                             | Broj letova |
| -------- | --------------------------------------- | ----------- |
| 1        | Dallas/Fort Worth International Airport | 479         |
| 2        | Miami International Airport             | 263         |
| 3        | Chicago O'Hare International Airport    | 153         |
| 4        | Los Angeles International Airport       | 96          |
| 5        | John F. Kennedy International Airport   | 58          |

American Airlines je jedini američki zračni prijevoznik koji ima letove za Boliviju, Paragvaj i Urugvaj.

## Vanjske poveznice
|  | Zajednički poslužitelj ima još gradiva o temi American Airlines |